# Llanuras Hauraki

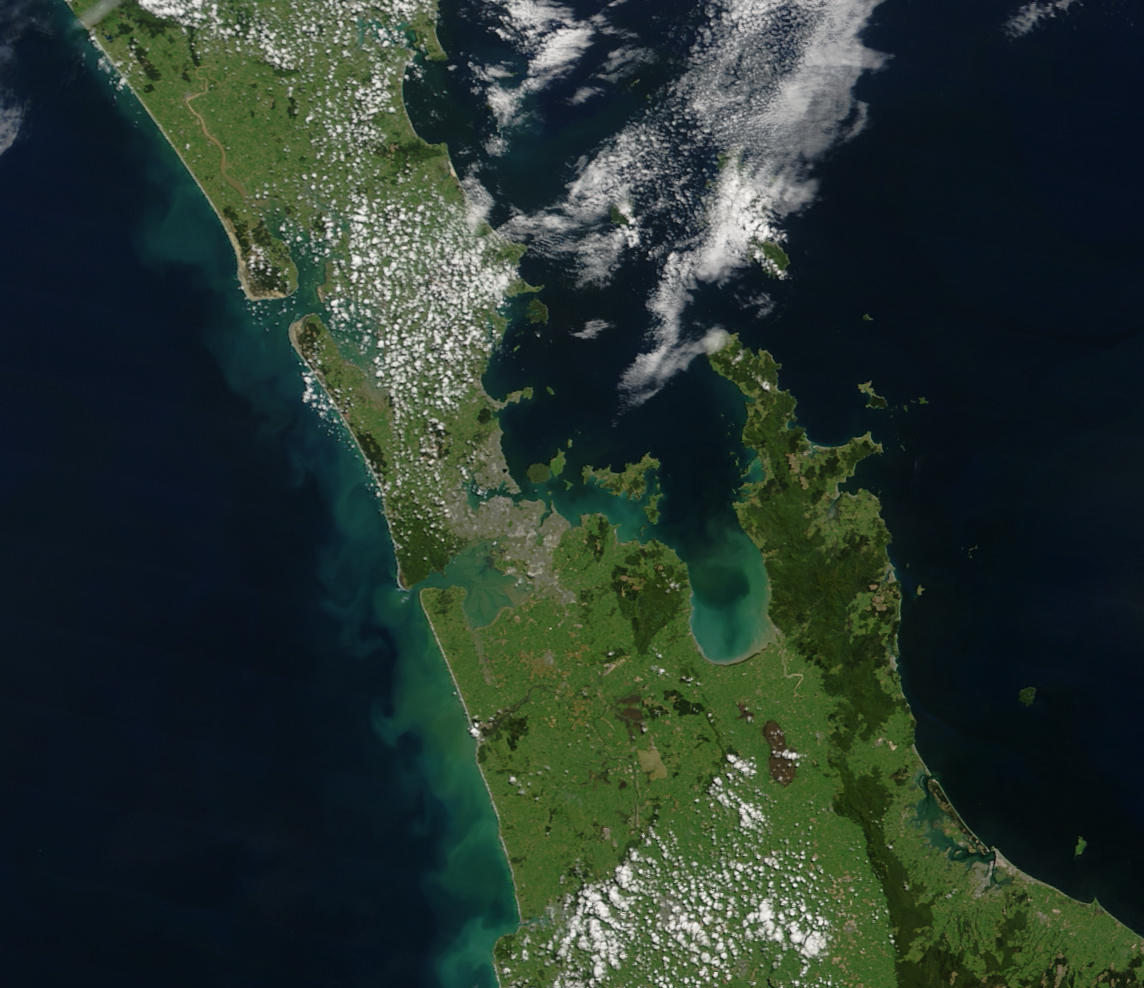
Imagen en su color natural del satélite Terra de la NASA, tomada el 23 de octubre de 2002. Las Llanuras Hauraki aparecen en la base de la bahía Firth of Thames, en el centro, en la parte inferior derecha.

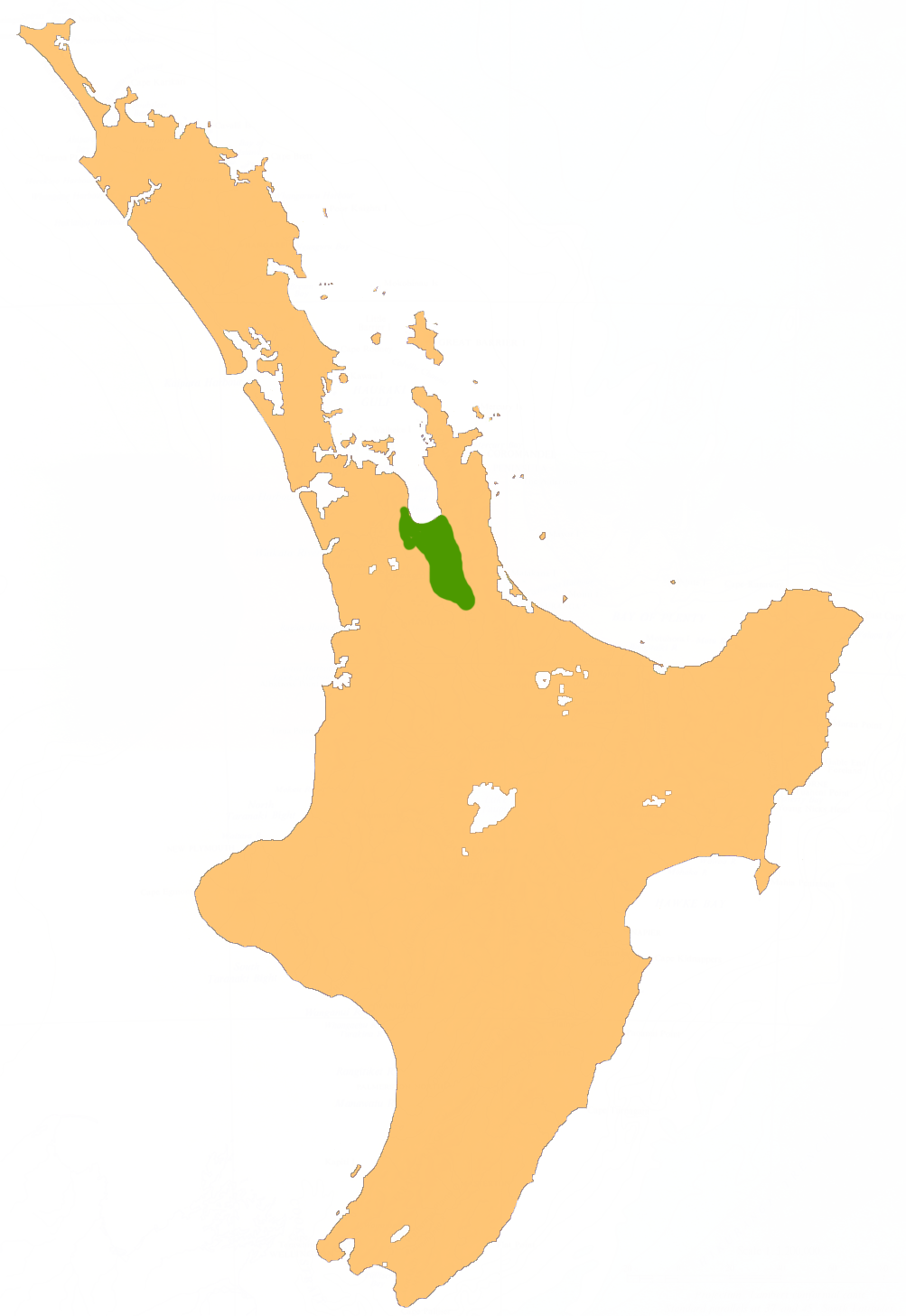
Localización de las llanuras Hauraki.

Las llanuras Hauraki son un área localizada en el norte de la Isla Norte de Nueva Zelanda.
Se encuentran a 75 kilómetros al sureste de Auckland, al pie de la península Coromandel. Ocupan la porción sur de una fosa tectónica bordeada al este por la cordillera Kaimai y al oeste por una serie de colinas ondulantes que separan las llanuras Hauraki de las más extensas llanuras del río Waikato. 

## Población
Administrativamente, estas llanuras se encuentran dentro del distrito de Hauraki.
La mayor ciudad de las llanuras es Ngatea, y la localidad más cercana a ésta es Turua, aunque la mucho más poblada Te Aroha se encuentra justo en el borde sur de las llanuras, con el valle Thames.

## Economía
La producción láctea es la principal actividad económica de la región. 
El censo bovino de producción láctea de todo el distrito de Hauraki ronda los 110.000 animales. La dimensión de las granjas varía desde aproximadamente 100 vacas hasta más de 500. 66% del total del área de las llanuras se utiliza en la producción de pastos y prados para alimentar el ganado bovino, lo que equivale a una superficie de 779.34 km².
Aunque la producción de leche de vaca es la principal actividad agraria, en el sector pecuario de las Llanuras Hauraki también se destaca la cría de ovejas, y de bovino de carne, para satisfacer la demanda tanto de lana como de carne. Cerca de Turua se ha establecido una granja de avestruces que es visitada por el turismo, así como produce carne y otros productos para regalo.
El turismo en la región de las llanuras Hauraki ha crecido rápidamente en los últimos años, lo que ha tenido directa repercusión en la economía del distrito. Durante los meses de verano el ratio de ocupación es superior a la media nacional de ocupación de Nueva Zelanda.

### Whangamarino
Los humedales de Whangamarino, situados en el área Miranda/Kaiaua, son la segunda extensión cenagosa o de tierras inundadas en la isla Norte de Nueva Zelanda.
El Convenio de Ramsar, (Convención Relativa a los Humedales de Importancia Internacional especialmente como Hábitat de Aves Acuáticas) incluye 59.23 km² de ciénagas bituminosas, tierras inundadas, mesotróficas, y sistemas fluviales abiertos, que se gestionan por el departamento gestor de reservas tanto de vida salvaje como de tierras húmedas del DOC (Departamento de Conservación de Nueva Zelanda).